# Джеймс Мак-Евой
Джеймс Е́ндрю Мак-Евой (англ. James Andrew McAvoy; нар. 21 квітня 1979 року, Глазго, Шотландія) — шотландський актор.

## Біографія
Джеймс Мак-Евой народився в місті Глазго, Шотландія, в 1979. Коли хлопчику було сім років, батьки Джеймса та його сестри Джой (вокалістка у шотландській групі «Streetside») вирішили розлучитися. На останньому сімейному зборі було вирішено залишити Джой з матір'ю, а Джеймса відправити на виховання до бабусі з дідусем, які його дуже любили й панькали. Всю свою юність, відвідуючи католицьку школу, Джеймс хотів стати священником, але шотландська вдача завела його до лав Військово-морських сил Сполученого Королівства. Однак, доля в молодої людини — бути актором. Девід Гейман якось зайшов у клас до Джеймса і розповів пару знімальних кумедних історій. Вони настільки зацікавили Мак-Евоя, що той негайно попросив знаменитого режисера дати йому роль, так він вперше з'явився на екрані у фільмі «Найближча кімната». А відточила майстерність актора вже Королівська Шотландська Академія Музики та Драми, куди Джеймс вступив з дивовижною легкістю, попри величезний конкурс.
Серед найзначніших ролей Мак-Евоя — фавн Тумнуса в першій частині «Хронік Нарнії», Літо II в мінісеріалі «Діти Дюни», Уеслі Гібсон у бойовику «Особливо небезпечний». Джеймс також був кандидатом на роль Більбо Беггінса в екранізації «Гобіта» Джона Толкіна, однак контракт дістався Мартіну Фріману. Крім того, він знявся у знаменитому фільмі «Спокута», 2009 року вийшла картина з його участю «Останнє воскресіння» — про останні дні життя Льва Толстого, а 2011 року зіграв роль Чарльза Ксав'єра в першій частині нової трилогії «Люди Ікс: Перший Клас».

## Приватне життя
Дев'ять років Джеймс прожив з однокурсницею Еммою Нельсон. Розлучившись з нею, він приохотився до алкоголю і в його кар'єрі настала творча криза. На зніманнях фільму «Безсоромні» він познайомився з актрисою Анною-Марі Дафф, яка старша за нього на 9 років. Анна-Марі Дафф стала дружиною Джеймса 2006 року. 16 червня 2010 у подружжя народився син, якого назвали Брендан. 13 травня 2016 року подружжя оголосило про розірвання шлюбу.

## Фільмографія

### Кіно
| Рік  |    | Українська назва                             | Оригінальна назва                                              | Роль                                 |
| ---- | -- | -------------------------------------------- | -------------------------------------------------------------- | ------------------------------------ |
| 1995 | ф  | Найближча кімната                            | The Near Room                                                  |                                      |
| 1997 | ф  |                                              | An Angel Passes By                                             |                                      |
| 1997 | ф  | Відродження                                  | Regeneration                                                   |                                      |
| 2001 | ф  | Басейн                                       | Swimming Pool                                                  |                                      |
| 2003 | ф  | Золота молодь                                | Bright Young Things                                            | Саймон                               |
| 2003 | ф  | Королева Боллівуду                           | Bollywood Queen                                                |                                      |
| 2004 | ф  | Вімблдон                                     | Wimbledon                                                      | Карл Кольт                           |
| 2004 | ф  | Нитки                                        | Strings                                                        | Хал Тара                             |
| 2004 | ф  | Всередині я танцюю                           | Inside I'm Dancing                                             | Рорі О'Шей                           |
| 2005 | ф  | Хроніки Нарнії: Лев, чаклунка і чарівна шафа | The Chronicles of Narnia: The Lion, the Witch and the Wardrobe | Містер Тумнус                        |
| 2006 | ф  | Останній король Шотландії                    | The Last King of Scotland                                      | доктор Ніколас Гарріган              |
| 2006 | ф  | Потрапити в десятку                          | Starter for 10                                                 | Брайан Джексон                       |
| 2006 | ф  | Пенелопа                                     | Penelope                                                       | Джонні Мартін / Макс                 |
| 2007 | ф  | Джейн Остін                                  | Becoming Jane                                                  | Томас Лефрой                         |
| 2007 | ф  | Спокута                                      | Atonement                                                      | Роберт Тернер                        |
| 2008 | ф  | Особливо небезпечний                         | Wanted                                                         | Уеслі Гібсон                         |
| 2009 | ф  | Останнє воскресіння                          | The Last Station                                               | Валентин Булгаков                    |
| 2010 | ф  | Змовниця                                     | The Conspirator                                                | Фредерік Ейкен                       |
| 2011 | мф | Гномео та Джульєта                           | Gnomeo and Juliet                                              | Гномео (озвучення)                   |
| 2011 | ф  | Люди Ікс: Перший Клас                        | X-Men: First Class                                             | Чарльз Ксав'є / Професор Ікс         |
| 2011 | ф  | Секретна служба Санта-Клауса                 | Arthur Christmas                                               | Артур Клаус                          |
| 2013 | ф  | Ласкаво просимо до капкану                   | Welcome to the Punch                                           | Макс Левінскі                        |
| 2013 | ф  | Транс                                        | Trance                                                         | Саймон                               |
| 2013 | ф  | Багно                                        | Filth                                                          | Брюс Робертсон                       |
| 2014 | ф  | Маппети 2                                    | Muppets Most Wanted                                            |                                      |
| 2014 | ф  | Люди Ікс: Дні минулого майбутнього           | X-Men: Days of Future Past                                     | Чарльз Ксав'є / Професор Ікс         |
| 2014 | ф  | Зникнення Елеанор Ріґбі                      | The Disappearance of Eleanor Rigby                             | Конор Ладлоу                         |
| 2015 | ф  | Віктор Франкенштейн                          | Victor Frankenstein                                            | Віктор Франкенштейн                  |
| 2016 | ф  | Люди Ікс: Апокаліпсис                        | X-Men: Apocalypse                                              | Чарльз Ксав'є / Професор Ікс         |
| 2017 | ф  | Спліт                                        | Split                                                          | Кевін                                |
| 2017 | ф  | Атомна блондинка                             | Atomic Blonde                                                  | Девід Персіваль                      |
| 2017 | ф  | Занурення                                    | Submergence                                                    | Джеймс Мур                           |
| 2018 | мф | Шерлок Гномс                                 | Sherlock Gnomes                                                | гномео (голос)                       |
| 2018 | ф  | Дедпул 2                                     | Deadpool 2                                                     | Чарльз Ксав'є / Професор Ікс (камео) |
| 2019 | ф  | Скло                                         | Glass                                                          | Кевін                                |
| 2019 | ф  | Темний Фенікс                                | Dark Phoenix                                                   | Чарльз Ксав'є / Професор Ікс         |
| 2019 | ф  | Воно: Частина друга                          | It: Chapter Two                                                | Білл Денбро                          |
| 2021 | ф  | Разом                                        | Together                                                       | Він                                  |
| 2021 | ф  | Мій син                                      | My Son                                                         | Едмонд Мюррей                        |
| 2024 | ф  | Не говори зі злом                            | Speak No Evil                                                  | Педді                                |

### Телебачення
| Рік       | Українська назва           | Оригінальна назва                | Роль                  | Примітки                  |
| --------- | -------------------------- | -------------------------------- | --------------------- | ------------------------- |
| 1997      | Суто англійські вбивства   | The Bill                         | Гевін Дональд         | епізод «Rent»             |
| 2001      | Брати по зброї             | Band of Brothers                 | рядовий Джеймс Міллер | епізод «Replacements»     |
| 2001      | Лорна Дун                  | Lorna Doone                      | сержант Блоксгем      | телефільм                 |
| 2001      | Убивство розумом           | Murder in Mind                   |                       | епізод «Teacher»          |
| 2002      | Білі зуби                  | White Teeth                      | Джош Малфін           | 2 епізоди                 |
| 2002      | Інспектор Lynley Mysteries | The Inspector Lynley Mysteries   |                       | епізод «Payment in Blood» |
| 2002      | Війна Фойла                | Foyle's War                      | Рей Прітчард          | епізод «The German Woman» |
| 2003      | Діти дюни                  | Frank Herbert's Children of Dune | Лето Атрід II         | 3 епізоди                 |
| 2003      | Велика гра                 | State of Play                    | Ден Фостер            | 6 епізодів                |
| 2003      |                            | Early Doors                      | Ліам                  | 4 епізоди                 |
| 2004–2005 | Безсоромні                 | Shameless                        | Стів Мак-Брайд        | 13 епізодів               |
| 2005      |                            | ShakespeaRe-Told                 | Джо Макбет            | епізод «Macbeth»          |
| 2021      | Міст                       | The Bridge                       | оповідач (голос)      | 6 епізодів                |
| 2019—2022 | Темні матерії              | His Dark Materials               | лорд Ізраел           | 5 епізодів                |

## Нагороди та премії
- 2007 — Каннський кінофестиваль. Переможець в номінації: Приз компанії «Шопар» найкращому молодому актору
- 2006 — BAFTA. Переможець в номінації: Зірка, що сходить